# Sabine Bau
Sabine Christiane Bau (* 19. Juli 1969 in Würzburg) ist eine ehemalige deutsche Florettfechterin und Olympiasiegerin.

## Leben
Sabine Bau machte ihr Abitur 1988 am Matthias-Grünewald-Gymnasium in Tauberbischofsheim. Die promovierte Ärztin errang neben Welt- und Vize-Europameistertiteln auch fünf Medaillen bei Olympischen Spielen. Am 8. November 2003 verabschiedete sie sich vom aktiven Wettkampfsport in einer Gala für die Deutsche Sporthilfe. Sie ist für verschiedene soziale Einrichtungen unterstützend tätig, zum Beispiel für das Kinderprojekt „Auryn“ für psychisch kranke Kinder. Sie ist Fachärztin für Orthopädie mit Zusatzbezeichnung Sportmedizin.
Sie gehörte zu einer Gruppe von Fechterinnen aus Tauberbischofsheim, die über ein Jahrzehnt den deutschen und internationalen Fechtsport dominierten.
Für den Gewinn der Silbermedaille bei den Olympischen Spielen 1992 erhielt sie am 23. Juni 1993 das Silberne Lorbeerblatt.

## Sportliche Erfolge
- 2001 – Vize-Weltmeisterin Einzel, Nîmes
- 2001 – EM-Bronzemedaille Einzel, Koblenz
- 2000 – Silbermedaille Weltcup, Budapest
- 2000 – Bronzemedaille Mannschaft Olympische Spiele Sydney
- 1999 – Weltmeisterin Mannschaft, Seoul
- 1999 – Vize-Weltmeisterin Einzel, Seoul
- 1999 – Silbermedaille Weltcup, Turin
- 1999 – Silbermedaille Weltcup, Paris
- 1999 – Goldmedaille Weltcup, Havanna
- 1998 – Weltmeisterin, La Chaux-de-Fonds
- 1998 – Vize-Europameisterin Mannschaft, Plowdiw
- 1998 – Vize-Europameisterin Einzel, Plowdiw
- 1998 – Bronzemedaille Einzel-Weltcup, Rochester
- 1998 – Goldmedaille Mannschafts-Weltcup, Rochester
- 1998 – Bronzemedaille Weltcup, Bukarest
- 1998 – Bronzemedaille Weltcup, Buenos Aires
- 1998 – Deutsche Vizemeisterschaft Einzel, Mosbach
- 1998 – Bronzemedaille Weltcup, Budapest
- 1998 – Deutsche Meisterin Mannschaft, Mosbach
- 1997 – Goldmedaille Weltcup, Athen
- 1997 – WM-Bronzemedaille Mannschaft, Kapstadt
- 1997 – Vize-Weltmeisterin Einzel, Kapstadt
- 1997 – Bronzemedaille Weltcup, Buenos Aires
- 1997 – DM-Bronzemedaille Einzel, Tauberbischofsheim
- 1997 – Deutsche Meisterin Mannschaft, Tauberbischofsheim
- 1996 – Bronzemedaille Mannschaft Olympische Spiele Atlanta
- 1995 – Studentenweltmeisterin Mannschaft, Fukuoka
- 1995 – WM-Bronzemedaille Mannschaft, Den Haag
- 1994 – Europameisterin, Krakau
- 1993 – Weltmeisterin Mannschaft, Essen
- 1992 – Silbermedaille Mannschaft, Olympische Spiele Barcelona
- 1991 – WM-Bronzemedaille Mannschaft, Budapest
- 1991 – WM-Bronzemedaille Einzel, Budapest
- 1989 – Weltmeisterin Mannschaft, Denver
- 1988 – Goldmedaille Mannschaft Olympische Spiele Seoul
- 1988 – Silbermedaille Einzel Olympische Spiele Seoul
- 1986 – Vize-Weltmeisterin Einzel, Sofia
- 1986 – WM-Bronzemedaille Mannschaft, Sofia

## Auszeichnungen
- Trägerin des Silbernen Lorbeerblattes